# Loyola (Azpeitia)
Loyola (en euskera: Loiola) es un barrio de la localidad guipuzcoana de Azpeitia, donde se encuentra situado el Santuario de Loyola.
Solar de la Casa de Loyola y localidad natal de San Ignacio de Loyola.

## Santuario de Loyola

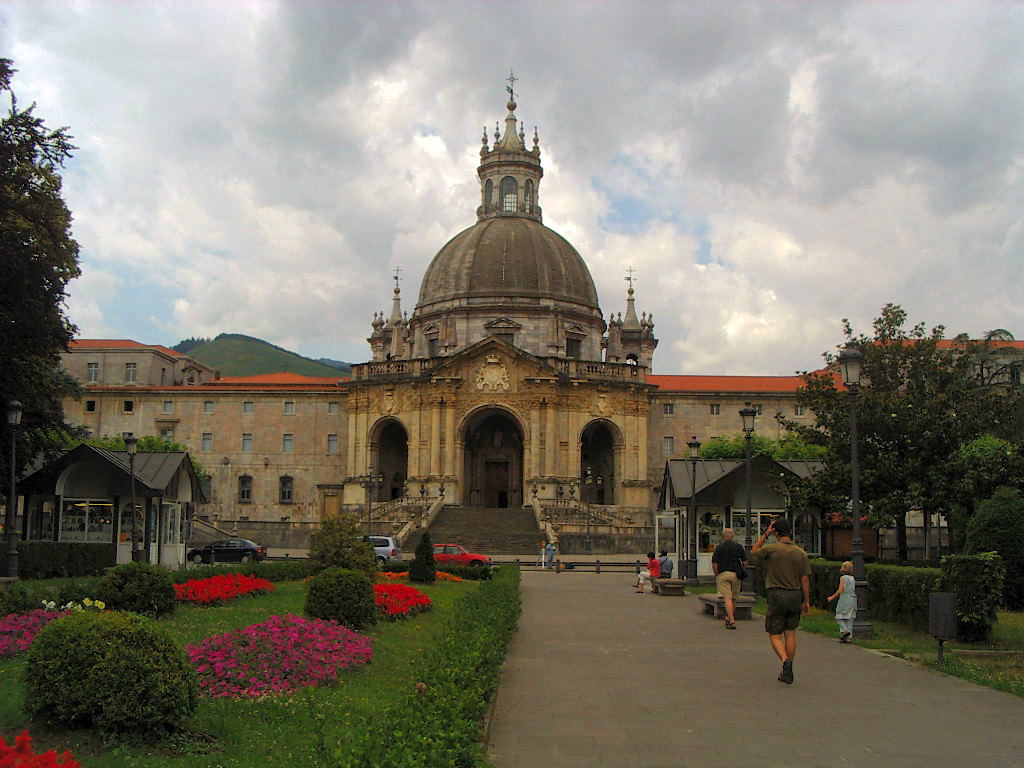
Basílica de San Ignacio de Loyola.

En torno a la casa natal de Ignacio de Loyola, santo de la iglesia católica y fundador de la Compañía de Jesús conocida como los jesuitas se ha conformado un conjunto religioso importante con relevantes edificios de valor artístico.
El santuario en el que destaca la enorme cúpula que lo cubre, está rodeado de jardines y una extensa plaza. El estilo barroco inunda todo. La fachada principal, rematada por la cúpula de 65m (la cual tiene problemas estructurales que han obligado a reforzarla con una red de cables de acero), y dos grandes alas laterales. En medio de estas edificaciones se halla la casa natal del santo que es una casa torre construida a finales del siglo XIV para el oñacino  Beltran Yáñez de Loyola. Al final de la contienda de la guerra de Bandos fue desmochada por orden del Enrique IV, como la mayoría de las casa torre de los participantes en la contienda.
Cuando Juan de Loyola regresó de su destierro en Andalucía trajo el recuerdo del arte mudéjar y reconstruyó parte de la edificación en ladrillo en 1460. 
En 1682 la Compañía de Jesús adquiere la casa natal de su fundador y comienza a la construcción del santuario que fue diseñado por Carlo Fontana (1634-1714) arquitecto italiano. En 1738 se inauguraría la basílica en la que también trabajaron relevantes arquitectos del país como Zaldua, Ignacio de Ibero y, puntualmente, Joaquín Churriguera. Cuando Carlos III decretó la expulsión de la Compañía en 1767 todavía no estaban terminadas las obras del complejo religioso que no pudieron ser acabadas hasta 1888.
La basílica es un gran edificio que cuenta con una fachada de 150 metros de largo en cuyo centro se alza la cúpula que cubre el templo circular. La cúpula se asienta en un tambor y está rematada por una linterna. Se remata la línea de la fachada por dos alas laterales. Todo el conjunto tiene un aspecto macizo en el que se juega con el equilibrio de los volúmenes y el contraste de los colores del mármol, gris y rosado, con el que está hecho. El conjunto, que se complementa con un cuerpo posterior en forma de cola y que rodea la casa natal de Ignacio de Loyola, asemeja a una gran águila de piedra.
A finales del siglo XX el deterioro de la estructura de la cúpula hizo necesaria una importante intervención. La Diputación Foral de Guipúzcoa, dueña del santuario desde la desamortización de Mendizábal, encargó el estudio de estructuralidad de los daños que se observaban, tanto en la cúpula externa, construida en caliza de Izarraitz, como en la interna hecha en arenisca. Intervino en los estudios y obras de reparación y restauración José María Cabrera.